# Gustavo Martínez Gómez
Gustavo Martínez Gómez   (Cartagena, 3 de juliol de 1922 - Barcelona, 5 de gener de 1998) més conegut pel pseudònim de Martz Schmidt, és un autor de còmic, creador de personatges de còmic humorístic com El doctor Cataplasma o El profesor Tragacanto, y su clase que es de espanto.

## Biografia
Va nàixer el 1922, al bari de Santa Lucía, a Cartagena. És ací on fa els seus primers treballs.
Va començar la seua carrera professional al còmic a la fi dels anys 1940, publicant historietes humorístiques en revistes com Nicolás, Florita o Paseo Infantil. Per aquelles dates va treballar com il·lustrador.
El 1949 es va traslladar a Barcelona, on va realitzar historietes per a l'Editorial Clíper, per a la qual va crear personatges com Toribio, Doctor Cascarrabias o Pinocho, la revista del qual dibuixava pràcticament sencera. Dos anys després, en 1951 va entrar a formar part del planter de dibuixants de Bruguera. Durant els anys 1950 va crear nombrosos personatges que formen part de la memòria sentimental de generacions d'espanyols i catalans. Destaquen: Don Danubio, personaje influyente (1951), El doctor Cataplasma (1953),Troglodito (1957) i El profesor Tragacanto y su clase que es de espanto (1959).
Va alternar el seu treball com a historietista durant aquesta dècada amb altres activitats, com l'escenografia, la pintura mural, o la seua integració en el grup cultural La Golfa, en el qual també participaven Lorenzo Gomis, Joan Perucho i Armando Matías Guiu. A principis dels anys seixanta, va fundar el Martz Schmidt Studio, empresa de disseny i publicitat. A pesar de les seues nombroses dedicacions, no va abandonar els seus treballs per a les revistes de Bruguera, per a qui va continuar creant memorables personatges durant els anys 1960, com: La pandilla Cu-Cux Plaf (1962): paròdia de fulletó juvenil en què uns xiquets detectius s'enfronten a Fantomias Pérez, El Sheriff Chiquito, que es todo un gallito (1962), Don Trilita (1964).
Va escriure també historietes per al personatge de Doña Urraca, després de la mort del seu creador, Jorge. Precisament Doña Urraca és la protagonista d'una de les més celebrades obres de còmic de Martz Schmidt, la historieta Doña Urraca en el castillo de Nosferatu (1972), que va aparèixer en la revista Súper Mortadelo. L'obra va tenir problemes amb la censura a causa de l'aparició d'unes atractives vampiresses, les Hijas de la Noche (Filles de la Nit), per la qual cosa va haver d'interrompre's la seua publicació a la pàgina 24. Es tracta d'una paròdia del còmic de terror gòtic, en la qual apareixen, a més de Doña Urraca, altres personatges de Schmidt, el professor Tragacanto i la seua classe, i noves criatures inspirades en els clàssics del cinema de terror, com Pakhoenstein i la comtessa Nosferatu.
Martz Schmidt va continuar treballant per a Bruguera durant les dècades de 1970 i 1980; el 1985, no obstant això, a causa dels problemes econòmics de l'editorial, trasllada la seua sèrie Cleopatra, reina de Egipto de la revista Mortadelo a Guai!, nova i efímera capçalera còmica de l'Editorial Grijalbo. A continuació va seguir treballant per Edicions B, empresa que va assumir la continuació de Bruguera, amb personatges com Deliranta Rococó. També va fer treballs pel mercat exterior a través de l'agència Barton Art.
Gustavo Martínez Gómez va morir a Elx el 5 de gener de 1998, víctima d'un càncer de pulmó.

## Personatges
- El profesor Tragacanto:El professor Tragacanto y su clase de espanto. Aquest era el títol complet de l'encapçalament de les seves històries. Com el seu nom indica, el professor Tragacanto és un mestre d'escola, la relació amb els alumnes, les seves famílies i el conserge de l'escola, són l'eix per crear les històries d'aquest personatge.
- El doctor Cataplasma.
- Don Usurio.
- Don Prudencio.
- Don Danubio, personaje influyente.
- Troglodito.
- El sheriff chiquito, que es todo un gallito.
- Polvorilla.
- Camelio Majareto.
- El doctor cascarrabias.
- Deliranta Rococó.
- La pandilla Cu-Cux-Plaf: Paròdia de fulletó juvenil en què uns xiquets detectius s'enfronten a Fantomias Pérez,
- Doña Urraca: és una dona d'edat incerta, sempre vestida de negre, al rostre del qual destaca el seu llarg nas ganxut. Porta ulleres i el cabell recollit en un monyo. Porta sempre un paraigua, que mai no utilitza per protegir-se de la pluja i sí sovint per colpejar altres personatges. (La va dibuixar després de la mort del dibuixant original, Jorge)

## Publicacions en les quals va col·laborar
- Pulgarcito.
- El DDT.
- Tío Vivo.
- Mortadelo.
- Zipi y Zape.
- Guai!